# Castor californicus
Castor californicus — вымершее полуводное млекопитающее отряда грызунов, обитавшее на западе Северной Америки с конца миоцена до начала плейстоцена (10,3—0,3 млн лет назад). Ископаемые остатки представителей этого вида обнаружены в США (штаты Небраска, Айдахо, Вашингтон, Калифорния, Монтана, Флорида) и Мексике (штат Сонора). Castor californicus был похож на ныне живущего канадского бобра (Castor canadensis), но крупнее его. Видимо, он напоминал современных бобров и образом жизни.